# Patrimoni dell'umanità dello Zimbabwe
I patrimoni dell'umanità dello Zimbabwe sono i siti dichiarati dall'UNESCO come patrimonio dell'umanità in Zimbabwe, che è divenuto parte contraente della Convenzione sul patrimonio dell'umanità il 16 agosto 1982.
Al 2022 i siti iscritti nella Lista dei patrimoni dell'umanità sono cinque, mentre due sono le candidature per nuove iscrizioni. Il primo sito iscritto nella lista è stato nel 1984 il complesso del Parco nazionale di Mana Pools e delle aree safari di Sapi e Chewore, durante l'ottava sessione del comitato del patrimonio mondiale. Due anni dopo, nella decima sessione, il Monumento nazionale di Grande Zimbabwe e il Monumento nazionale delle rovine di Khami sono divenuti rispettivamente il secondo e il terzo sito zimbaweano riconosciuti dall'UNESCO. Il quarto patrimonio è stato Mosi-oa-Tunya/Cascate Vittoria, aggiunto nel 1989. Il quinto e più recente patrimonio è costituito dalle Matobo Hills, incluse nella lista nel 2003 dalla ventisettesima sessione del comitato. Tre siti sono considerati culturali, secondo i criteri di selezione, due naturali; uno è parte di un sito transnazionale.

## Siti del Patrimonio mondiale
| Foto | Sito                                                         | Luogo                                    | Tipo                        | Anno | Descrizione |
| ---- | ------------------------------------------------------------ | ---------------------------------------- | --------------------------- | ---- | --- |
|      | Parco nazionale di Mana Pools, aree safari di Sapi e Chewore | Distretto di Karoi                       | Naturale (302; vii, ix, x)  | 1984 | Sulle rive dello Zambesi, grandi falesie sovrastano il fiume e le pianure alluvionali. L'area ospita una notevole concentrazione di animali selvatici, tra cui elefanti, bufali, leopardi e ghepardi. Nella zona si trova anche un'importante concentrazione di coccodrilli del Nilo. |
|      | Monumento nazionale di Grande Zimbabwe                       | Masvingo                                 | Culturale (364; i, iii, vi) | 1986 | Le rovine di Grande Zimbabwe – la capitale della regina di Saba, secondo un'antica leggenda – sono una testimonianza unica della civiltà bantu degli Shona tra l'XI e il XV secolo. La città, che copre un'area di quasi 80 ettari, era un importante centro commerciale ed era rinomata fin dal Medioevo. |
|      | Monumento nazionale delle rovine di Khami                    | Bulawayo                                 | Culturale (365; iii, iv)    | 1986 | Khami, che si sviluppò dopo l'abbandono della capitale del Grande Zimbabwe a metà del XVI secolo, è un sito di grande interesse archeologico. La scoperta di oggetti provenienti dall'Europa e dalla Cina dimostra che Khami è stato un importante centro commerciale per un lungo periodo di tempo. |
|      | Mosi-oa-Tunya/Cascate Vittoria                               | Victoria Falls (condiviso con lo Zambia) | Naturale (509; vii, viii)   | 1989 | Queste sono tra le cascate più spettacolari del mondo. Il fiume Zambesi, che in questo punto è largo più di 2 km, precipita rumorosamente in una serie di gole di basalto e solleva una nebbia iridescente che può essere vista a più di 20 km di distanza. |
|      | Matobo Hills                                                 | Distretto di Matobo                      | Culturale (306; iii, v, iv) | 2003 | L'area mostra una profusione di iconici rilievi rocciosi che si innalzano sopra lo scudo di granito che copre gran parte dello Zimbabwe. I grandi massi forniscono abbondanti rifugi naturali e sono stati associati all'occupazione umana dalla prima età della pietra fino ai primi tempi storici, e da allora in modo intermittente. Presentano anche un'eccezionale collezione di pitture rupestri. Le colline di Matobo continuano a costituire un fulcro essenziale per la comunità locale, che utilizza ancora santuari e luoghi sacri strettamente legati alle attività tradizionali, sociali ed economiche. |

## Siti candidati
| Foto | Sito                              | Luogo               | Tipo                          | Anno       | Descrizione |
| ---- | --------------------------------- | ------------------- | ----------------------------- | ---------- | --- |
|      | Monumento nazionale di Ziwa       | Distretto di Nyanga | Culturale (903; iii, iv, v)   | 26/06/1997 | Il monumento nazionale di Ziwa testimonia l'occupazione umana dai periodi dei cacciatori-raccoglitori dell'età della pietra ai tempi storici. I suoi 3 337 ettari di terreno comprendono depositi dell'età della pietra, siti di arte rupestre, primi insediamenti di comunità agricole, un paesaggio di successive comunità agricole caratterizzato da terrazzamenti e sistemi di campi, fortificazioni collinari, strutture a fossa e recinti in pietra, fornaci per la fusione e la forgiatura del ferro e numerosi resti di strutture abitative intonacate.                                                                 |
|      | Complesso di zimbabwe di Naletale | Distretto di Insiza | Culturale (6364; ii, iii, iv) | 27/11/2018 | Il complesso di zimbabwe di Naletale è costituito da una rete di siti con muri a secco che formavano un agglomerato ancora oggi distinguibile a una distanza di circa 20 km l'uno dall'altro. Un filo conduttore tra i vari zimbabwe (insediamenti di edifici in pietra) all'interno di questo cluster è l'ubiquità delle decorazioni murali. Nel caso di Naletale sono sei i motivi che venivano utilizzati per decorare le pareti delle sue strutture in pietra a secco. Naletale è l'unico zimbabwe conosciuto con un numero così elevato di motivi decorativi nella tradizione dei muretti a secco dell'Africa meridionale. |